# Sémiologie psychiatrique
 (août 2012).
La sémiologie psychiatrique, branche de la sémiologie médicale, est l'étude des signes, symptômes et syndromes que l'on peut observer au cours des troubles psychiques.
La sémiologie est l’étude, au sens le plus général, des systèmes de communication et plus précisément, l’étude des signes en usage dans une société donnée. Ici, c’est l’étude des signes qui ont un sens dans le champ de la pathologie mentale. On distingue traditionnellement les signes des symptômes, le signe étant observé et le symptôme décrit par le patient. Les signes n’apparaissent ni ne se groupent de manière aléatoire et certaines associations signifiantes de signes sont décrites : de telles associations sont appelées syndromes. La connaissance de la sémiologie est nécessaire à l'élaboration du diagnostic. Ce diagnostic est souvent seulement synchronique, fondé sur la sémiologie présentée  hic et nunc (« ici et maintenant »). L'examen psychiatrique est alors proche de l'examen physique dans d'autres branches de la médecine. Le psychiatre cherche des signes les moins subjectifs possibles décrivant au mieux l'état mental actuel du patient. La prise en compte des antécédents d'une part, de l'évolution d'autre part permet de poser dans un second temps un diagnostic diachronique. La recontextualisation biologique, psychologique et sociale s'approche de l'analyse de l'histoire de la maladie dans d'autres champs de la médecine.

## Historique et réflexion
Le terme sémiologie date du XVIIIe siècle et Littré le définira 100 ans plus tard comme « partie de la médecine qui traite des signes des maladies ». On l'appelle aussi « sciences des signes ». Elle est issue de la psychiatrie. Littré distinguait aussi signe et symptôme : « Le signe est une conclusion que l'esprit tire des symptômes observés : le signe appartient plus au jugement, et le symptôme aux sens. » Les signes et les symptômes sont regroupés en syndromes (ensemble de signes).
La sémiologie psychiatrique distingue treize catégories de troubles principaux :
1. les troubles de la présentation,
2. les troubles de la mimique,
3. les troubles psychomoteurs,
4. les troubles de l'expression verbale,
5. les troubles des conduites instinctuelles,
6. les troubles des conduites sociales,
7. les troubles de la conscience de soi,
8. les troubles de la vigilance,
9. les troubles de l'humeur,
10. les troubles des perceptions,
11. les troubles de la mémoire,
12. les troubles de la pensée,
13. les troubles du jugement.

## Troubles de la présentation et du contact

### Présentation générale
- Incurie : Manque total de soin de soi et d'hygiène, accompagné d'une indifférence aux conséquences de ce comportement. L'incurie s'observe au cours de la schizophrénie, des dépressions graves, des démences, du syndrome de Diogène.

### Mimique
- Hypermimie : exagération des mimiques (euphorie maniaque, terreur du syndrome confuso-onirique, théâtralisme dans l'hystérie).
- Hypomimie, diminution des mimiques, et amimie, absence de mimique : on les observe au cours des dépressions, des mélancolies (il y a alors une mimique douloureuse figée, des traits qui tombent, un front plissé en oméga mélancolique), des schizophrénies, du syndrome confusionnel et des démences.
- Échomimie : le sujet reproduit en miroir les mimiques de l'examinateur (retard mental, simulation, hystérie, schizophrénie).
- Paramimie : mimiques inappropriées traduisant une discordance entre les mimiques et les affects, qu'on observe dans la schizophrénie (par exemple des rires immotivés).

### Contact
- Réticence pathologique : attitude du sujet qui refuse le contact, l'évite manifestement, refuse de parler, etc. Cela peut masquer un délire sous-jacent, tenu secret, ou bien entrer dans le cadre d'une démence. La réticence prolixe est une logorrhée permettant au patient de ne pas aborder le sujet qu'il veut éviter.
- Familiarité : familiarité excessive au cours de la manie.
- « Bizarre, froid, et hermétique » dans la schizophrénie. On parle aussi d'impénétrabilité, de sentiment par l'observateur de détachement (à ne pas confondre avec l'indifférence).
- Discordance : perception globale par l'examinateur de « discordances », de bizarreries, entre l'habitus général, le discours, la pensée, les mimiques, les attitudes du patient. Voir schizophrénie.
- Ludisme : dans la manie (le patient se montre joueur : il se moque de l'observateur, pratique des calembours inadaptés, entre dans une relation de jeu).
- "la belle indifférence" : expression de la psychiatrie classique pour qualifier le contact dans l'hystérie de conversion où le symptôme est présenté avec un faux détachement.
- Syntonie/Hypersyntonie/Asyntonie : la qualité du contact est un élément important à apprécier, notamment dans la discussion diagnostique entre les troubles affectifs et la manie (hypersyntonie ou contact hypersynchrone) où le patient réagit en phase avec son interlocuteur, et l'a-syntonie de la schizophrénie, élément du trouble de la communication.

## Troubles psychomoteurs
Il s'agit des troubles qui s'expriment par des symptômes moteurs, mais qui traduisent en fait des processus psychopathologiques sous-jacents.

### Agitation motrice
L’agitation est l'expression dans le comportement de l’excitation psychique. Il s’agit d’une activité motrice augmentée et inadaptée. Cette activité peut être contrôlable ou non par le sujet. Les manifestations cliniques de l’agitation sont motrices (déambulation, mouvements brutaux et incoordonnés, manifestations d’agressivité) et verbales (voix forte et parole précipitée, cris…) Ces états peuvent être brefs et réactionnels (à un choc, une frustration), mais ils peuvent aussi être plus durables. Ils s'intègrent alors à un tableau plus complexe : manie, délire, confusion mentale, démence. On distingue trois niveaux d'agitation d'intensité croissante :
- Hyperactivité
- Agitation
- Fureur

### Compulsions
Actes inutiles ou absurdes, très ritualisés, que le sujet ne peut pas s'empêcher d'accomplir, même s'il perçoit bien leur caractère absurde. Si la personne, porteuse de TOC par exemple, en proie à une compulsion, essaie de lutter, une angoisse importante va apparaître, qui la pousse à se laisser aller à son rituel après un temps de lutte anxieuse.
Chez l'autiste, les compulsions (comme les obsessions) ont un caractère plutôt égosyntonique qu’égodystonique (c.-à-d. la personne avec autisme considère cette activité comme faisant partie de son fonctionnement naturel et habituel, alors que, dans les TOC sans TSA, la personne ressent le besoin irrépressible d'agir comme s'il lui était imposé par l’extérieur et contre lequel elle lutte). Il a été noté qu'en cas de TOC, la fréquence des TSA et des traits autistiques est élevée (20 % selon Bejerot et al., 2001) et que les TOC avec TSA résistent plus aux thérapies que les TOC sans TSA. Bejerot et al., en 2001 suggèrent que les TOC avec TSA sont un sous type de TSA (comme il peut y avoir des TOC avec tics),.
Ces actes sont très variés : vérifications diverses, lavages de main, etc. Lorsqu'elles sont nombreuses ou envahissantes, on parle de névrose obsessionnelle ou de TOC.
L'histoire d'une compulsion est d'abord relationnelle et consécutive à un rapport de force mental et conscient, interprété sans analyse originelle par le sujet qui l'a vécu comme une relation affective[réf. souhaitée].

### Impulsion
L’impulsion est la tendance irrésistible à la réalisation d’un acte. Elles peuvent être dirigées contre les choses (fugues, kleptomanie, pyromanie) ou contre les personnes (agression, homicide). Il peut s'agir d'un acte délictueux, violent, ou absurde. Contrairement à ce qui se passe dans les compulsions, il n'y a pas de lutte anxieuse. On peut rencontrer des impulsions dans un grand nombre de pathologies, mais ils sont particulièrement fréquents chez les sujets présentant une personnalité antisociale. 
- La fugue : c’est un comportement inhabituel et imprévu de fuite du lieu habituel de résidence. On distingue les fugues symptômes d’une pathologie neuropsychiatrique comme la confusion mentale, la démence ou la schizophrénie du comportement impulsif. Le patient peut garder le souvenir de sa fugue ou non (amnésie).
- La pyromanie vraie est une impulsion à allumer des incendies. Il faut la distinguer  de l'inconscience du danger dans la débilité, de  la perversité dans la psychopathie, du délire agi  du schizophrène ou du paranoïaque.
- La kleptomanie est une impulsion à voler sans nécessité économique ni recherche de l’utilité de la chose volée.

### Raptus
Impulsion brusque entraînant un passage à l'acte immédiat en général violent : on parle de « raptus agressif », de « raptus suicidaire »…

### Parakinésies
Ce sont des mouvements anormaux, répétitifs, stéréotypés, qui parasitent l'activité motrice normale à laquelle ils se superposent. On les observe dans la schizophrénie et le retard mental.
- l'akathisie est une forme d'impatience des membres inférieurs, le patient ne tenant pas en place. C'est un effet secondaire des neuroleptiques.

### Tics
Mouvements anormaux, brusques, conscients mais involontaires qui concernent généralement quelques muscles, le plus souvent au niveau du visage (clignement des yeux, tics de bouche). Des tics transitoires sont fréquemment observés au cours du développement de l'enfant et n'ont pas de signification pathologique. Dans la maladie de Gilles de la Tourette les tics sont à la fois moteurs, vocaux et sonores, et sont particulièrement envahissants.

### Stupeur
La stupeur (l'état stuporeux) est caractérisée par la suspension de toute activité motrice et langagière. Le calme du patient n'est qu'apparent dans la mesure où l'activité psychique sous-jacente peut être intense, rendant possible un passage à l'acte. On peut observer un état stuporeux immédiatement après un traumatisme psychique, au cours de la mélancolie (mélancolie stuporeuse), de la schizophrénie, du syndrome confusionnel.

### Ralentissement psychomoteur
Ralentissement de l'activité motrice, et de l'activité psychique (bradypsychie), observé principalement dans la dépression (médecine).

### Syndrome catatonique
Il associe deux états, qui sont en général alternants :
1. Négativisme : immobilité, amimie, mutisme, refus actif de toute tentative de mobilisation
2. Catalepsie, qui associe :
L'absence de toute initiative motrice
Une passivité totale et un maintien des attitudes (par exemple, si on élève le bras d'un patient, il maintient indéfiniment cette attitude). Le signe de « l'oreiller psychique » est la conservation de la position de la tête décollée du lit sans support physique.

Malgré la passivité apparente, de brusques passages à l'acte sont possibles. La catatonie s'observe au cours de certaines schizophrénies.
Ce tableau est traditionnellement décrit par les psychiatres, mais n'est pas du tout spécifique et doit faire rechercher une pathologie non psychiatrique.

### Tremblements
Ce sont des mouvements rythmiques et oscillatoires touchant surtout les extrémités. On distingue :
- le tremblement physiologique peu marqué, accru par l’émotion et le stress ;
- le tremblement dit essentiel (sans cause connue), le plus souvent familial et qui s’accroît avec l’âge ;
- le tremblement symptomatique d’une autre affection telles qu’un dysfonctionnement de la thyroïde, un syndrome extrapyramidal qui peut être causé par les neuroleptiques.

### Dystonies ou Dyskinésies
Ce sont des troubles du tonus musculaire qui perturbent le mouvement volontaire ou la posture. Elles sont parfois spectaculaires et peuvent être douloureuses. Elles peuvent être la conséquence de la prise d’un traitement neuroleptique.

## Troubles du langage
Nous n'étudions pas ici les troubles du langage liés à des troubles neurologiques, par exemple les aphasies. Le langage peut être perturbé dans sa dynamique ou bien dans son contenu.

### Perturbations de sa dynamique
- Logorrhée : Discours accéléré et prolixe (on parle d'augmentation de la fluence verbale), souvent associé à son équivalent écrit : la graphorrhée. Toutes les deux témoignent d'une accélération des processus psychiques (tachypsychie) qu'on rencontre généralement au cours des états maniaques. Une logorrhée importante s'accompagne généralement d'une fuite des idées (le discours est tellement accéléré qu'il devient décousu).
- Ralentissement du discours, qu'on observe dans la dépression. Le sujet peut prendre plusieurs secondes pour répondre à des questions simples.
- Mutisme : il s'agit d'une absence de langage sans cause non psychiatrique retrouvée. La signification est variable : conversion hystérique, opposition chez un patient sous l'effet d'un délire, grande anxiété, repli autistique au cours de la schizophrénie, simulation…
- Barrage : désigne une interruption du discours telle qu'on peut l'observer dans la schizophrénie (voir troubles de la pensée). Le barrage serait un symptôme pathognomonique de la schizophrénie.
- Fading : il se caractérise par une ralentissement progressif du discours.

### Perturbations de son contenu

#### Troubles sémantiques
- Lapsus : c'est la déformation involontaire d'un mot.
- Palilalie : répétition de mots ou de phrases vides de sens, souvent associée à une écholalie au cours de laquelle le patient répète les mots de son interlocuteur (schizophrénie, démence).
- Les paralogismes (utilisation de mots détournés de leur sens) et les néologismes (création de mots) sont fréquemment observés au cours de la schizophrénie. Exemple de paralogisme et de néologisme dans le discours d'un patient schizophrène : « Je dispose des pelottes de biduli [néologisme] aux quatre coins de ma chambre pour ne pas recevoir les ondes qui viennent des betacams [paralogisme] qui tournent autour de la terre. »
- Glossolalie : langage nouveau, incompréhensible, propre au malade.
- Schizophasie : langage totalement hermétique et incohérent, caractéristique du syndrome dissociatif au cours de la schizophrénie.
- Jargonophasie ou jargonaphasie (en) : remplacement dans le langage des mots par des sons inintelligibles, tels que des grognements.

#### Productions supplémentaires
- Stéréotypies : répétitions de mots ou de phrases, de manière automatique sans signification ni relation avec le contexte.
- Écholalie : répétition involontaire et sans signification des derniers mots entendus par le patient ; dans le cas d'une conversation avec un interlocuteur s'il répète à la manière d’un perroquet les mots de son interlocuteur : Psittacisme.
- Parasitage : le discours du patient est émaillé de sons, mots ou phrases hors de propos. Quand ces productions verbales sont ordurières ou obscènes, on parle de coprolalie. Ce signe est évocateur d’une activité délirante, mais se rencontre aussi dans la maladie de Gilles de la Tourette.
- Persévération : répétition d’une réponse par le sujet adaptée à une question antérieure en réponse aux questions qui suivent au cours d’un même entretien.

#### Troubles de la syntaxe
C'est principalement l'agrammatisme : la perte de la capacité de faire des phrases syntaxiquement correctes (place des mots dans la phrase, orthographe grammatical).

### Troubles de l'articulation
- Bredouillement : expression caractérisée par une accélération du débit avec articulation défectueuse rendant la compréhension difficile, traduisant en général un état d’hyperémotivité.
- Bégaiement : trouble caractérisé par un blocage répété de l’expression sur une syllabe souvent associé à la répétition de cette syllabe.
- Dysarthrie : difficulté à émettre des sons intelligibles par atteinte de l’articulation à la suite d'un dysfonctionnement cérébral.

### Troubles de l'apprentissage
- Dyslexie : trouble spécifique de l'apprentissage de la lecture
- Dysgraphie, dysorthographie et dyscalculie : troubles de l'apprentissage, voisins de la dyslexie, touchant respectivement l'écriture, l'orthographe et le calcul.

## Troubles des fonctions intellectuelles

### Troubles de la vigilance
La vigilance traduit un état de réactivité à son environnement.
- L’hypervigilance, ou vigilance augmentée, se rencontre de façon adaptée dans les situations de danger et de manière inadaptée dans les états anxieux et le syndrome maniaque.
- L’hypovigilance est une diminution de la vigilance, pathologique en dehors du sommeil. Selon le degré de la baisse de la vigilance, on distingue plusieurs stades :
  - l’obtusion, marquée par un état de somnolence, une pensée ralentie, des difficultés de compréhension ;
  - la confusion mentale, baisse importante de la vigilance, fluctuante selon les moments de la journée avec désorientation temporo-spatiale (cf. infra), trouble du jugement et du raisonnement, trouble de l’attention, amnésie de fixation (antérograde), onirisme possible (cf. infra) ;
  - la stupeur, diminution très importante de la vigilance avec arrêt des opérations mentales, arrêt de la production verbale (mutisme), indifférence affective ;
  - le coma, traduisant une perte totale de la conscience avec absence totale ou partielle de la réactivité aux stimulations douloureuses.

### Désorientation temporo-spatiale
C’est l’incapacité pour le sujet qui en est atteint, de se repérer par rapport au temps et à l’espace. En général, la désorientation temporelle précède la désorientation spatiale. On rencontre ces troubles au cours du syndrome confusionnel, du syndrome démentiel ainsi que dans certaines formes de troubles de l’humeur.

### Onirisme et état oniroïde
- L'onirisme désigne la production d'une imagerie mentale à l’état de veille caractérisée par la succession de représentations visuelles, sans rapport avec la réalité, représentant des scènes visuelles le plus souvent effrayantes, s’enchaînant les unes aux autres sans logique ; on parle aussi de délire du rêve. Est souvent associé au syndrome confusionnel, on parle alors de syndrome confuso-onirique.
- L'état oniroïde, ou état crépusculaire, est un état proche du rêve caractérisé par une forte diminution de l’activité mentale, la persistance d’activités automatiques, l’association fréquente à des comportements pathologiques tels que les vols et les fugues, s’accompagnant d’une amnésie de l’épisode.

### Troubles de l'attention
L'attention peut être augmentée, de manière sélective, on parle alors d'hyperprosexie, ou bien diminuée (hypoprosexie, aprosexie).

### Troubles de la conscience de soi
- Dépersonnalisation
- Dysmorphophobie : impression de « déformation » de son corps propre ou d'un membre en particulier (essentiellement dans les schizophrénies). Le « signe du miroir » décrit le patient se regardant sans cesse dans le miroir, inquiet des déformations qu'il croit percevoir.

### Troubles de la mémoire
- Par défaut : l'amnésie, déficit de la mémoire, peut être de plusieurs types,
  - l'amnésie antérograde, oubli au fur et à mesure, à compter du moment de début des troubles, alors que les souvenirs antérieurs sont conservés ;
  - l'amnésie rétrograde, concernant les souvenirs anciens, qui sont peu à peu oubliés ;
  - l'amnésie antéro-rétrograde, mélange des deux ;

- Par excès
  - L'hypermnésie, état de libération mnésique avec irruption de bouffées de souvenirs (souvent chez le patient mourant[réf. souhaitée]).
- L'ecmnésie traduit l'émergence brutale de souvenirs du sujet, vécus comme une expérience actuelle (le passé est pris pour le présent).

- Les amnésies psychogènes :
  - l'amnésie sélective, oublis sélectifs liés à une situation (refoulement) ;
  - l'amnésie périodique, le patient ne se souvient plus de ce qui s'est passé lors d'un état second ;
  - l'amnésie post-traumatique.

- Les amnésies organiques :
  - syndrome de Korsakoff, association de fabulations, fausses reconnaissances et désorientations temps-espace
  - ictus amnésiques (il est bien rare de pouvoir les évaluer) : épisode; amnésiques brutaux associés à une désorientation dans le temps (durent quelques minutes à quelques heures, toujours réversibles). Ils doivent faire chercher un accident vasculaire cérébral transitoire.

- Les paramnésies sont des productions imaginaires plus ou moins riches, prises pour des souvenirs. Contrairement à l'ecmnésie, il ne s'agit pas de sensations ou de situations qui ont déjà été vécues. On en distingue plusieurs types :
  - les fausses reconnaissances sont des identifications erronées de personnes ou de lieux. Le patient pense avoir déjà été en contact avec telle personne ou telle situation ;
  - les fabulations sont des récits imaginaires, souvent riches de détails, pouvant se modifier selon les moments et les circonstances, dont l’effet est de compenser le déficit mnésique. On distinguait classiquement les fabulations vraies, récits imaginaires autour d'un thème comme dans la mythomanie, les confabulations, venant combler une lacune mnésique comme dans le syndrome de Korsakoff, et les affabulations qui sont une version arrangée à partir d'un souvenir réel.

### Troubles du jugement
exemples :
- incohérence
- illogisme
- interprétation

## Troubles de la pensée
On distingue les troubles du « cours » et du « contenu » de la pensée.

### Dans son cours
- Tachypsychie : pensée accélérée qui s'accompagne généralement d'une fuite des idées (relâchement du lien associatif normal entre les idées) qu'on observe dans la manie et au cours des intoxications aux psychostimulants
- Bradypsychie : ralentissement de la pensée observée dans la dépression et le syndrome confusionnel

### Dans sa continuité
- Barrage : interruption brutale du discours du sujet au cours d'une phrase. Le discours reprend au bout de quelques instants sur le même sujet ou sur un autre. Le sujet ne peut dire ce qui s'est passé en lui pendant l'intervalle de temps, il y a eu un "blanc", un "vide" de la pensée. Ce symptôme est assez caractéristique de la schizophrénie
- Fading mental, c'est un équivalent a minima du barrage : la pensée s'englue pendant quelques instants
- Prolixité circumlocutoire : difficulté à orienter la pensée vers un but précis avec retour au sujet initial après de multiples détails
- Pensée tangentielle : perte du fil du discours, le patient suit des idées qui lui viennent de stimulations externes ou internes
- Pensée diffluente : la pensée se disperse de façon anarchique, sans logique apparente, renvoyant ainsi à l'hermétisme de la pensée dans la schizophrénie
- Fuite des idées : enchaînement rapide, encore contrôlé ou déjà incontrôlable par le patient dans la manie
- Dissociation du cours et du contenu de la pensée : cette expression rejoint les notions d'hermétisme, d'ambivalence psychotique, de discordance constituant un syndrome clinique majeur de la schizophrénie dans la littérature française. Elle est à distinguer catégoriquement des « troubles dissociatifs » de la littérature psychiatrique américaine (DSM) qui renvoient aux troubles anxieux.

### Dans son contenu
- Phobie : la phobie est la crainte irraisonnée d'un objet extérieur ou d'une situation sans danger objectif (objet ou situation phobogène). Cette crainte est jugée absurde par le patient. La confrontation à l'objet ou à la situation redoutée provoque une angoisse intense. Le sujet développe des conduites d'évitement pour éviter la confrontation, ou bien alors il s'aide d'objets ou d'attitudes contraphobiques. On distingue les phobies simples, la phobie sociale (au cours de laquelle c'est une situation sociale qui est redoutée) et l'agoraphobie qui est une phobie liée à l'espace. Dans la phobie, l'angoisse disparaît en l'absence d'exposition à l'objet phobogène.
- Obsession : l'obsession est une idée ou un sentiment qui s'impose à la conscience du sujet qui le ressent comme contraignant mais absurde, fait des efforts pour le chasser, mais n'y parvient pas. En général, des compulsions se développent. On rencontre des obsessions principalement au cours de la névrose obsessionnelle ou trouble obsessionnel compulsif. Il existe trois types d'obsessions :
  - obsessions idéatives : ce sont des idées qui s'imposent au sujet, sous forme de doutes, de scrupules qui entraînent des ruminations incessantes ;
  - obsessions phobiques : il s'agit alors de craintes obsédantes (par exemple : peur d'être attaqué, peur d'avoir un cancer, etc.) ;
  - obsessions impulsives (ou phobies d'impulsion) : il s'agit de la crainte de commettre un acte délictueux ou dangereux (crainte d'agresser quelqu'un, de blasphémer dans une église, etc.).

Nota Bene : les obsessions phobiques et les phobies d'impulsion sont donc des obsessions et pas des phobies.
- Idée délirante : idée en opposition avec la réalité entraînant l'adhésion du sujet. On rencontre des idées délirantes au cours des psychoses, de la mélancolie, de la manie. Des  épisodes quasi délirants peuvent se rencontrer au cours d'états modifiés de conscience.
- pensée magique : forme de pensée qui s'attribue le pouvoir de réaliser ou d'empêcher des évènements, sans support matériel.
- rationalisme morbide : forme de pensée abstraite faite avec des raisonnements logiques poussés jusqu'à l'absurde.
- idées de référence conviction que certains éléments de l'environnement (télévision, journaux) envoient  des signes destinés au patient.

### Troubles de l’imagination

#### Fabulation
Histoire fantasque et extraordinaire racontée par le sujet qui en est l’inventeur comme s’il s’agissait de faits réels. La fabulation est normale dans la petite enfance et aux débuts de l’adolescence. Pathologique, elle relève de la mythomanie ou du délire d’imagination. Les confabulations sont des fabulations qui s’observent chez des patients présentant un déficit de la mémoire antérograde (oubli à mesure).

#### Mythomanie
Tendance pathologique plus ou moins volontaire et consciente à l’altération de la vérité, la fabulation et la construction de récits imaginaires voire à penser et construire sa vie sur le mode du récit imaginaire.

#### Pathomimie
- La pathomimie, ou trouble factice, constitue la simulation volontaire de la maladie, dans un but qui n'est pas directement utilitaire, mais pour un but plus psychologique : lancer un défi au corps médical par exemple, ou pour être l'objet de l'intérêt de ceux-ci.
- Peut prendre la forme extrême du syndrome de Münchausen, qui est une demande répétée d’opérations chirurgicales au nom de troubles organiques factices. Cette demande peut concerner l’enfant du sujet et est alors une forme majeure de maltraitance à enfant et constitue le syndrome de Münchausen par procuration.

Dans la simulation, le simulateur se présente en mentant délibérément ou après une lésion auto-infligée. Tout cela est réalisé dans le but d'obtenir un bénéfice direct généralement matériel (une pension, une dispense, etc.).

### Syndrome délirant
Le délire est un trouble du contenu de la pensée caractérisé par la permanence d'idées délirantes. Les idées délirantes sont des idées manifestement en désaccord avec les faits observés et les croyances habituellement partagées dans un contexte culturel donné. Ces idées emportent l'adhésion du patient.

### Troubles des perceptions

#### Hallucinose
Perception sans objet proche de l’hallucination visuelle, faite d’images colorées mais sans participation affective du sujet qui a conscience que ce n'est « pas réel » ; elle n’est pas intégrée à un système délirant. S’observe dans certaines lésions cérébrales, ou du nerf optique, certaines épilepsies partielles. On parle également d’hallucinose au sujet d’hallucinations auditives sans trouble de la conscience ni participation affective du sujet et qui se rencontrent chez l’alcoolique chronique.

#### Imagerie hallucinatoire
Liées au sommeil, elles sont le plus souvent auditives ou visuelles et n’ont pas de caractère pathologique. On décrit les hallucinations hypnagogiques, qui surviennent lors de l’endormissement, et les hallucinations hypnopompiques, qui surviennent au réveil. On range dans cette catégorie les hallucinations qui peuvent survenir lors de la privation de sommeil. Elles n'entraînent pas d'adhésion du sujet, mais peuvent causer une certaine angoisse (voir : paralysie du sommeil).

#### Modifications de l’ambiance perceptive:Déréalisation et dépersonnalisation
Ces termes traduisent une modification de l’ambiance perceptive. Contrairement aux hallucinations, dans la déréalisation il y a perception correcte de la réalité mais le patient a un éprouvé inhabituel et étrange, une perte de la familiarité de l’environnement.
La dépersonnalisation est un syndrome clinique complexe lié au sentiment éprouvé par certains sujets de n’être plus eux-mêmes.

#### Hallucinations
Les hallucinations sont des perceptions sans objet à percevoir. Elles ne se rencontrent pas que dans les psychoses. Il convient toujours de les faire préciser au mieux et de « tester » l'adhésion voire l'obéissance  du patient à ses hallucinations. L'observation d'un patient halluciné permet parfois de repérer des "attitudes d'écoute" où le patient semble écouter quelque chose. On peut aussi voir le patient suivre du regard une scène inexistante.
- Echo de la pensée de la parole et des actes :  forme d'hallucination où le patient a la conviction  que ses pensées, ses paroles, ses actes, sont répétés, anticipés, commentés.
- Syndrome d'action extérieure, syndrome d'influence : forme de syndrome hallucinatoire où le sujet se sent contraint à obéir aux ordres hallucinatoires, ce qui peut amener à des actes médicolégaux.

#### Automatisme mental
Ce syndrome a été décrit par Gaëtan Gatian de Clérambault. Le patient a la conviction délirante qu’il n’est plus le maître du fonctionnement de son psychisme, qu’une force extérieure et étrangère agit en lui et contrôle sa vie psychique, ses actes, ses pensées et ses perceptions.
Selon l’intensité des symptômes, on distingue un grand et un petit automatisme mental.

#### Troubles du vécu corporel
Les troubles du schéma corporel sont nombreux. On distingue :
- les hallucinations cénesthésiques, ou corporelles, qui concernent un organe ou tout le corps avec sentiment de modification corporelle, voire de dématérialisation, de possession, de métamorphose en animal (voir le chapitre hallucination) ;
- la dysmorphophobie concerne l’apparence corporelle. Le patient est convaincu d’une disgrâce corporelle ce qui l’angoisse et le dévalorise. La partie corporelle concernée est variable (organes sexuels, seins, partie du visage). Ce symptôme pousse le patient à demander une intervention de chirurgie esthétique ;
- l’hypocondrie est un souci exagéré de l’état de santé corporelle. Elle donne lieu à des préoccupations anxieuses et obsédantes et peut prendre un tour délirant.
- l'asomatognosie est l'ignorance ou la perte de conscience d'une partie du corps. Ce symptôme fait aussi partie de la sémiologie neurologique.

## Troubles de l’affectivité et de la thymie

### Humeur, ou thymie

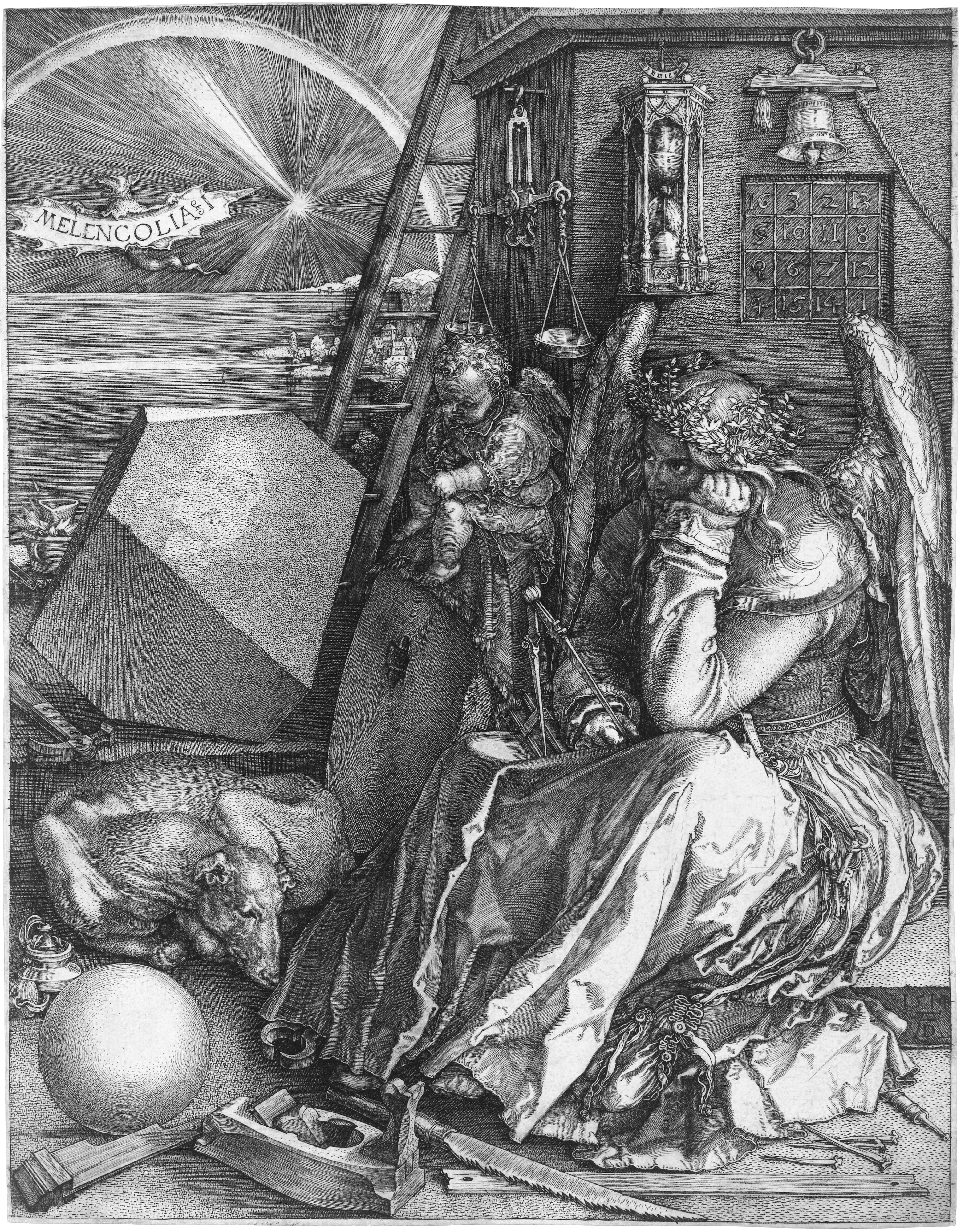
Melancholia I (Albrecht Dürer).

C'est la disposition affective de base donnant un éprouvé agréable ou désagréable oscillant entre les deux pôles extrêmes du plaisir et de la douleur. L’humeur peut être normale (on parle alors d’euthymie), expansive ou hyperthymique comme dans le syndrome maniaque, triste voire mélancolique comme dans le syndrome dépressif.
- Humeur dépressive : c'est un éprouvé négatif (distorsions cognitives) de la relation du sujet au monde et à lui-même : sentiment que la vie est un échec, la situation sans espoir, l’avenir impossible, perte du plaisir (anhédonie) et d’intérêt. Elle s'observe au cours du syndrome dépressif. Au cours du syndrome mélancolique (voir ce mot), cette sensation pénible est poussée à son paroxysme, et l'on parle alors de douleur morale, surtout que des idées délirantes et suicidaires y sont généralement associées.
- Humeur expansive : humeur euphorique, joyeuse, optimiste et conquérante. Elle est marquée par un optimisme pathologique, on parle d’élation de l’humeur, ainsi que par sa labilité. C’est une caractéristique essentielle du syndrome maniaque. On peut également utiliser le terme d’« exaltation de l'humeur ».
- Humeur mixte : coexistence d'éléments expansifs et dépressifs ; ces états sont à haut risque suicidaire.

### Tonalité de l'affect
La peur, la colère, la surprise, le plaisir, sont des affects, des émotions de base. Selon le degré de réaction du patient, on parle d’hyper-expressivité des affects, d’affect normal, restreint, émoussé voire abrasé.

### Les différents affects

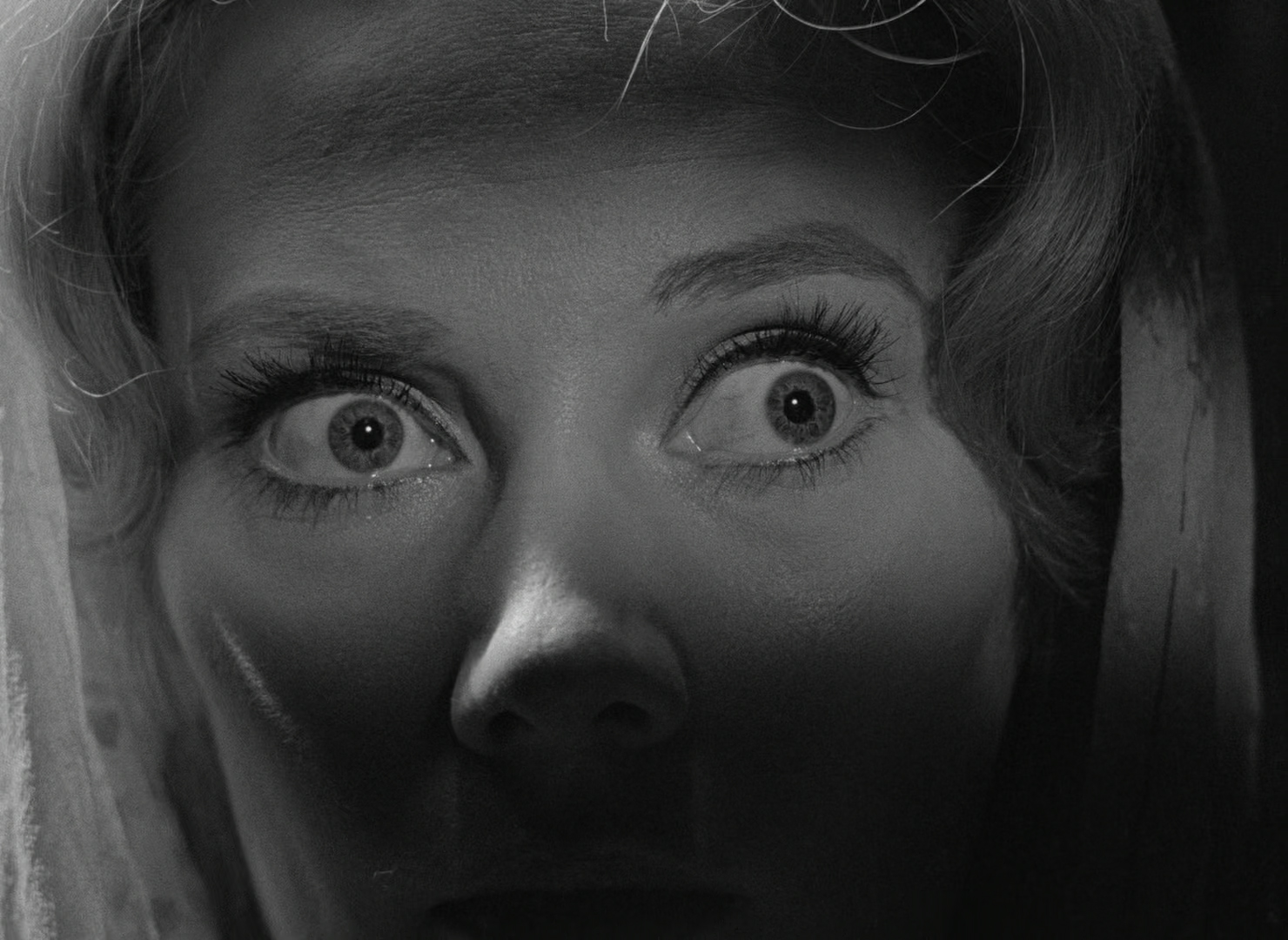
Expression faciale exprimant la peur.

- La peur est une émotion de base qui comprend une composante neurovégétative (sueurs, tremblements, accélération du rythme cardiaque…), motrice (sidération puis évitement), psychique (éprouvé désagréable, malaise plus ou moins intense) en réponse à un danger extérieur. Elle devient pathologique quand elle est disproportionnée au danger et/ou trop prolongée.
- L'anxiété est le versant psychique de la peur caractérisé par un malaise diffus, une appréhension d’un danger à venir, un sentiment d’insécurité. L'anxiété peut-être flottante, continue, on parle alors d'anxiété généralisée, ou bien évoluer sous la forme de crises d'angoisse répétées (attaques de panique) comme dans le trouble panique. Ces deux entités correspondent à ce que les freudiens nomment névrose d'angoisse.
- La colère est une réaction émotionnelle paroxystique face à une menace ou une frustration, caractérisée par une agitation verbale et motrice associée à des manifestations neurovégétatives.
- L'ambivalence est soit un sentiment d'hésitation entre « le pour et le contre », souvent présent chez certaines personnalités de type névrotique, soit la coexistence simultanée de sentiments contraires que l'on rencontre dans la schizophrénie.
- La méfiance, voire l'hostilité, témoignent souvent du vécu persécutif d'un patient délirant.

## Troubles du comportement
- Agitation : voir la section Troubles psychomoteurs
- Impulsions : voir la section Troubles psychomoteurs
- Agressivité : c’est une tendance à attaquer autrui. Elle peut se manifester de différentes façons, tant par le regard, les paroles que les actes. Elle peut être présente dans presque toutes les pathologies psychiatriques. Elle va de la simple manifestation d’agressivité à la fureur et l’homicide. L’agressivité peut être dirigée contre soi-même : actes suicidaires, automutilations (comportement de destruction ou de dégradation de son propre corps).
- Comportement suicidaire :
  - le suicide est l’acte de se donner la mort ;
  - on distingue les conduites suicidaires, qui concernent les tentatives de suicide, qu’elles échouent ou qu’elles réussissent, du suicide à proprement parler ;
  - le suicidé est le sujet dont le geste a été mortel, le suicidant est celui qui a survécu à son geste et le suicidaire est celui qui est à risque de passage à l’acte suicidaire.

## Troubles de la volonté
- Aboulie : diminution de la volonté entraînant indécision et impuissance à agir.
- Apragmatisme : incapacité d’origine psychique de maintenir une activité et un comportement adaptés aux besoins et aux conditions de vie du sujet.
- Négativisme : comportement de refus et d’opposition aux sollicitations d’autrui (voir la section Troubles psychomoteurs).

## Troubles des conduites instinctuelles

### Troubles du comportement alimentaire
- Anorexie : ce terme désigne la perte de l'appétit. On peut l'observer au cours des dépressions, mais aussi de maladies du corps comme le cancer.
- Anorexie mentale : trouble spécifique qui correspond à une privation volontaire de nourriture et n'est donc pas une perte de l'appétit.
- Hyperphagie : ingestion de trop grandes quantités de nourriture
- Boulimie : ingestion brutale d'une grande quantité d'aliments, il s'ensuit une culpabilité intense et des vomissements provoqués répétés.
- Sitiophobie : refus alimentaire (ou de certains aliments), généralement dans le cadre d'une pathologie délirante sous-jacente (par exemple par crainte d'être empoisonné).
- Potomanie : forme particulière d’excès se limitant à l’eau absorbée en très grande quantité qui se voit presque exclusivement dans les troubles psychotiques.
- Mérycisme : chez l'enfant, régurgitation et rumination du bol alimentaire
- Pica, caractérisé par l’absorption de substances non comestibles avec une variété caractérisée par l’ingestion d’excréments, ou coprophagie.

### Troubles du comportement sexuel
Ils peuvent être divisés en deux catégories : les déficiences sexuelles d’une part, les déviations du comportement sexuel de l’autre.

#### Insuffisances sexuelles chez l’homme
- La perte du désir, la perte de la capacité à éprouver du plaisir ou anhédonie, l’aversion pour tout ou partie de la sexualité.
- L'éjaculation précoce
- Les troubles de l’érection ou impuissance : ces troubles peuvent être organiques, psychogènes ou mixtes. L’impuissance psychogène est sous-tendue par l’anxiété anticipatoire de l’échec du rapport sexuel. Le sujet est en situation de stress, met en jeu la composante sympathique du système neurovégétatif qui antagonise les mécanismes parasympathiques de l’érection. La prise en charge psychothérapeutique comportementale ainsi qu’une aide médicamenteuse à l’érection donnent de bons résultats. L’éjaculation précoce, qui met fin à l’érection, procède du même mécanisme.

#### Insuffisances sexuelles chez la femme
Outre la perte de désir et l’aversion sexuelle décrites déjà chez l’homme, on parle essentiellement chez la femme de frigidité, terme qui englobe diverses affections se traduisant toutes par une incapacité à parvenir à l’orgasme ou une insatisfaction sexuelle en général.
Le vaginisme, qui est le rétrécissement de l’ouverture vaginale due à une contraction musculaire involontaire, empêche la pénétration.
La dyspareunie décrit un coït douloureux.

### Déviations du comportement sexuel ou perversions sexuelles (paraphilies)
Le DSM-V s’écarte sur de nombreux points des éditions précédentes, apportant plusieurs changements concernant les paraphilies. Ces changements ont été principalement motivés par des considérations légales. 
Plusieurs modifications ont été apportées au texte descriptif de ces troubles, au détriment des critères diagnostiques qui étaient soumis à beaucoup moins de révision. 
L’Association Américaine de Psychiatrie a opté pour la conservation intégrale des huit catégories des troubles paraphiliques, en association avec deux catégories résiduelles : « autre trouble paraphilique spécifié » et « trouble paraphilique non spécifié ».
Ces huit types de paraphilies sont : le trouble exhibitionniste, le trouble frotteuriste, le trouble voyeuriste, le trouble fétichiste, le trouble pédophilique, le trouble masochiste sexuel, le trouble sadique sexuel et le trouble de travestissement fétichiste.
Les différents changements ayant concerné les critères des troubles paraphiliques exigent principalement la considération des faux positifs potentiels, ayant comme risque notamment le fait d’assigner plus facilement des diagnostics psychiatriques aux prédateurs sexuellement violents. 
La classification de certains comportements sexuels comme pathologiques, même en l’absence de détresse, révèle une conception morale sous-jacente qui continue à sanctionner des comportements socialement répréhensibles. De ce fait, certains auteurs remettent en question la fiabilité diagnostique des paraphilies, et vont jusqu’à suggérer des changements révolutionnaires, dépathologisant les paraphilies et les supprimant des systèmes de classification des troubles mentaux.

### Troubles du contrôle sphinctérien
Ils concernent les enfants.
L’énurésie est l’émission involontaire d’urine par un enfant, le plus souvent la nuit, à un âge où le contrôle mictionnel est normalement acquis, en règle après cinq ans. On distingue l’énurésie primaire, quand le contrôle sphinctérien n’a jamais été acquis, de l’énurésie secondaire, qui survient après une période plus ou moins longue de propreté. Elle concerne plus souvent les garçons, est souvent un signe d’immaturité et peut traduire une angoisse de séparation aux figures d'attachement. 
L’encoprésie est l’absence de contrôle sphinctérien anal après l’âge où la propreté est normalement acquise. Les garçons en sont plus souvent atteints que les filles. C’est un trouble plus rare que l’énurésie.

### Troubles du sommeil
Ils portent sur la quantité, la qualité ou l’horaire du sommeil, et peuvent être permanents ou transitoires.

#### Insomnie
- Insomnie d'endormissement
- Insomnie de fin de nuit (classiquement associée à la dépression).
- Insomnie terminale
- Agrypnie : perte totale prolongée du sommeil.

#### Hypersomnie
L'hypersomnie est l'augmentation de la durée du sommeil.

#### Parasomnie
- Cauchemar
- Terreur nocturne
- Somnambulisme
- Paralysie du sommeil
- Conduites agressives durant le sommeil : les hypnologues décrivent des phénomènes agressifs identifiés au cours du sommeil, pouvant conduire à des actes médicolégaux.
- Hallucinations hypnagogiques,survenant à l'endormissement, le plus souvent sans valeur sémiologique
- Hallucinations hypnopompiques, survenant au réveil, le plus souvent sans valeur sémiologique

#### Trouble du rythme circadien
- Avance de phase
- Retard de phase

Le plus souvent d’origine psychogène, ils peuvent révéler une pathologie organique ou être un des symptômes d’une affection générale ou neurologique. La pathologie du sommeil fait partie intégrante de la pathologie psychiatrique.  
On distingue les dyssomnies, insomnies et hypersomnies, et les troubles du rythme circadien (avance et retard de phase essentiellement).
Les parasomnies tels que le somnambulisme, les terreurs nocturnes, le bruxisme et certains phénomènes hallucinatoires (hallucinations hypnopompiques et hypnagogiques).

## Les troubles instrumentaux

### Aphasie
L'aphasie est une perte de la parole liée à une lésion cérébrale, il faut donc en distinguer le mutisme (qui réalise une perte de la parole sans lésion). La sémiologie varie selon l'aire corticale affectée.

### Apraxie
L'apraxie est un signe clinique qui décrit une incapacité à effectuer un mouvement ou une série de mouvements sur consigne. Ce ou ces mouvements sont par ailleurs bien exécutés spontanément. Les apraxies sont des troubles touchant les mouvements élaborés en l’absence de déficit sensoriel et de déficit moteur. Elles sont liées à des atteintes cérébrales.
On les regroupe en deux catégories : les apraxies idéomotrices et idéatoires.
- L’apraxie idéomotrice est l’incapacité à réaliser un geste complexe sur commande. Elles sont dues à des lésions pariétales et/ou frontales gauches qui perturbent la production et la compréhension du geste.
- L’apraxie idéatoire est l’incapacité à réaliser une séquence motrice complexe dans le bon ordre alors que chaque geste élémentaire, pris isolément, peut être exécuté correctement. Cette apraxie est liée à une déficience de la représentation globale, conceptuelle de la tache à accomplir alors que dans l’apraxie idéomotrice, c’est la capacité de production du geste qui est surtout atteinte.

### Agnosie
Les agnosies sont des troubles de la reconnaissance des formes en l’absence d’atteinte visuelle. Elles sont de divers types et les mécanismes mis en jeu sont complexes. On retrouve souvent des lésions des lobes pariétaux. Une agnosie spécifique est la prosopagnosie ou trouble de la reconnaissance des visages. Dans ce trouble, les visages des proches perdent leur familiarité.
Anosognosie : il s'agit de l'incapacité du sujet à se reconnaitre malade. C'est l'un des éléments classique observé dans la schizophrénie.